# 東田川郡
東田川郡（日语：／ Higashitagawa gun */?）是山形縣的一郡。
現轄有以下2町。
- 庄內町
- 三川町